# عرب‌شاه (عرب‌آباد)
عرب‌شاه (عرب‌آباد )، روستایی از توابع بخش پادنا شهرستان سمیرم در استان اصفهان ایران است.

## جمعیت
این روستا در دهستان پادنا وسطی قرار دارد و بر اساس سرشماری مرکز آمار ایران در سال ۱۳۸۵، جمعیت آن ۱۰۲ نفر (۲۸ خانوار) بوده‌است.